# Samibhanjyang
Samibhanjyang – gaun wikas samiti w zachodniej części Nepalu w strefie Gandaki w dystrykcie Lamjung. Według nepalskiego spisu powszechnego z 2001 roku liczył on 300 gospodarstw domowych i 1505 mieszkańców (827 kobiet i 678 mężczyzn).